# 国家重点学科
国家重点学科（こっかじゅうてんがっか、正式名称:中華人民共和国国家重点学科、単に重点学科ともいう）は、中華人民共和国（香港・マカオ地区を除く）の大学のうち、イノベーション人材育成と科学研究の基地に適した大学・学科に対して重点的に国家が認め予算の優先配分などの支援を行うものとして、設置者の別を問わず選定された大学である。国務院学位委員会はすべての学科を理学・工学・医学・農学等の12領域に分類し各領域に1級学科を設置し、1級学科は複数の2級学科に分けられる。第1回と第2回の選定に選ばれたのは2級学科のみ。
1988年に第1回目として416の国家重点学科が指定され、2002年1月に2回目の審査が行われ、964の学科が認定もしくは再認定され、2007年11月に3回目の審査でそれぞれの286の学科と677の学科が「1級学科国家重点学科」と「2級学科重点学科」として選定または再選定を受けた。

## 国家重点学科に指定されている大学

### 総合大学
- 北京大学
- 浙江大学
- 復旦大学
- 南開大学
- 武漢大学
- 中国人民大学
- 吉林大学
- 中山大学
- 山東大学
- 西南大学
- 東南大学
- 四川大学
- 南京大学
- 厦門大学
- 重慶大学
- 江南大学
- 中南大学
- 蘭州大学
- 湖南大学
- 長安大学
- 河海大学

### 理工系
- 清華大学
- 上海交通大学
- 西南交通大学
- 同済大学
- 東南大学
- 北京科技大学
- 大連理工大学
- 華中科技大学
- 華南理工大学
- 武漢理工大学
- 天津大学
- 華東理工大学
- 同済大学
- 東華大学
- 中国石油大学
- 北京交通大学
- 北京化工大学
- 中国地質大学
- 華北電力大学
- 西安電子科技大学
- 北京科技大学
- 中国鉱業大学
- 華中科技大学
- 合肥工業大学
- 中国海洋大学
- 西安交通大学
- 東北大学

### 医歯薬系
- 天津中医薬大学
- 上海中医葯大学
- 遼寧中医葯大学

### 農林系
- 中国農業大学
- 西北農林科技大学
- 華中農業大学
- 北京林業大学
- 東北林業大学
- 南京農業大学

### 教育系
- 北京師範大学
- 華東師範大学
- 華中師範大学
- 山東師範大学
- 東北師範大学

### 社会系
- 中央財経大学
- 中南財経政法大学
- 西南財経大学
- 対外経済貿易大学
- 上海財経大学
- 中国政法大学
- 北京郵電大学
- 北京伝媒大学

### 芸術系
- 中国音楽学院
- 中央戯劇学院
- 中央美術学院

### 体育系
- 北京体育大学

### 外国語
- 外交学院
- 北京語言大学
- 北京外国語大学
- 上海外国語大学